# René Gagès
 (juillet 2017).
Si vous disposez d'ouvrages ou d'articles de référence ou si vous connaissez des sites web de qualité traitant du thème abordé ici, merci de compléter l'article en donnant les références utiles à sa vérifiabilité et en les liant à la section « Notes et références ».
 (août 2021).
René Gagès, né le 21 mai 1921 à Lyon et mort le 3 février 2008 à Bron, est un architecte moderne français. 

## Biographie
Acteur de la scène internationale de l’après-Seconde Guerre mondiale, pédagogue, chef d’orchestre de vastes entreprises architecturales et urbaines, figure inclassable au sein de l’histoire de La Modernité, René Gagès s’impose comme l’une des personnalités les plus singulières de sa génération bien que ses réalisations aient été complètement occultées par l’historiographie contemporaine. 
Au début des années 1950, une école brutaliste émerge dans la cité rhodanienne autour des figures de François-Régis Cottin, de René Gagès, de Franck Grimal, de Pierre Genton et de Jean Zumbrunnen et du chantier de l’unité de voisinage de Bron-Parilly (Rhône, 1952-1960), placée sous la direction de Gagès et de Pierre Bourdeix, opération expérimentale majeure de l’après-guerre en raison de son ampleur urbaine et de l’attention portée à la préfabrication.
Gagès ouvre trois agences à Lyon en 1955, à Berlin en 1961 ainsi qu’à Paris en 1966. Par ailleurs, entre 1951 et 1969, il a été professeur à l'école nationale des beaux-arts de Lyon. 

### Première période
On lui doit notamment la cité de Bron-Parilly, construite entre 1954 et 1960, la piscine de Caluire-et-Cuire, la poste de Caluire-et-Cuire et le Centre d'échange de Perrache, construit au début des années 1970. 
Les années 1950-1960 sont marquées par l’expérience de Bron-Parilly. Bron comptait alors 9 000 habitants. Gagès va créer 2 607 nouveaux logements, dans 8 Unités de constructions (UC), de 1954 à 1957. La cité de l’An 2000 connait sa première fracture avec l’arrivée de l’A43 en 1970 ; après 10 ans de réhabilitation, Parilly tente de changer de visage avec la reconstruction-démolition d’une partie de l’UC 6a, de l’UC7 et de nouvelles constructions (collège et gymnase).
Bron-Parilly marque l’ouverture de la cité rhodanienne aux expériences corbuséennes. Dans ces années décisives, une évolution majeure s’opère sous l’égide de Gagès,  attentif à conjuguer le lyrisme du prisme corbuséen à la rigueur du fonctionnalisme de l’après-guerre dans l’idée d’une modernité « plurielle »[style trop lyrique ou dithyrambique]. Il est influencé par l’univers plastique de Le Corbusier, notamment dans la conception des façades ou  la création de séquences sculpturales pour rompre l’uniformité induite par le traitement en série des cellules d’habitation (par exemple, le traitement des loggias en saillie dans l’UC1).
L'architecte réalisa aussi de nombreux immeubles de logements parmi lesquels se distinguent la résidence Claire à Lyon, achevée en 1965, qui possèdent des grilles rappelant les pans de verre ondulatoires de Le Corbusier, et la résidence Saint-Didier à Saint-Didier-au-Mont-d’Or achevée en 1965. Cette dernière se distingue en raison de l’importance du dialogue induit entre les arts décoratifs et l’architecture[réf. souhaitée]. Cette période est marquée par la collaboration avec l’architecte Gabriel Roche qui dirige l’agence Gagès une quinzaine d’années durant et qui imprime tout particulièrement sa personnalité.
Il conçoit aussi le centre d’échanges de Perrache, achevé en 1976, qui souleva une réprobation unanime au sein de l’opinion publique dès son inauguration au point que sa démolition soit envisagée périodiquement. Selon Jacques Rey, un de ses anciens élèves, Gagès a toujours mal vécu de voir Perrache si haï et surnommé « la verrue » ou « de style stalinien », alors qu'il s'agissait du « premier pôle de transport multimodal, un nouveau concept urbain ».
Il est aussi impliqué dans la conception du quartier de Montessuy à Caluire-et-Cuire. L'acuité de Gagès aux problématiques soulevées par les questions urbaines se développe à la faveur de programmes de logements qui devaient profondément marquer la physionomie des communes de l’agglomération lyonnaise, de Vénissieux à Oullins, de Villeurbanne à Caluire-et-Cuire[réf. souhaitée]. C’est au cours de cette période inaugurale que l’architecte participe à plusieurs concours internationaux pour Berlin-Ouest qui vont propulser l’Atelier René Gagès sur la scène européenne[réf. souhaitée]. 
En 1964, Gagès est nommé « architecte des Postes et Télécommunications pour la région Rhône-Alpes ». À ce titre, il conçoit une quinzaine de centraux téléphoniques ainsi que plusieurs hôtels des postes, parmi lesquels ceux de Caluire-et-Cuire, achevée en 1968, de Moûtiers, achevée en 1970, de Nyons (1973), de Trévoux (1975) et de Rillieux (1975-1977). L’architecte signe là une série « blanche » à laquelle se rattache le lycée international de Ferney-Voltaire, achevé en 1968, et l’hôtel des Postes de Grenoble, achevé en 1970, caractérisée par les banches de béton blanc brut de décoffrage. Gagès renoue ici avec les leçons des avant-gardes européennes de l’entre-deux-guerres ; le choix de la couleur blanche soulignant une filiation moderniste hautement revendiquée et une grande rigueur formelle[réf. souhaitée].

### Deuxième période
La construction du centre d'échanges de Perrache à Lyon marque le terme de cette première période blanche à laquelle succède une nouvelle décennie marquée par la recherche et la conception de programmes complexes associant plusieurs fonctions, qu’il s’agisse d’équipements, d’immeubles tertiaires, d’ensembles de logements ou de projets urbains. Cette période s’illustre en particulier par le Presqu’île II (1972-1975), qui s’élève à l’extrémité méridionale de la rive gauche du Rhône en développant un programme mixte formé de trois cent neuf logements sur dix-sept étages au-dessus de deux niveaux de commerces et de bureaux ainsi qu’un étage de logements en duplex au dernier niveau. À cela s’ajoutent un terrain de tennis ainsi qu’une piscine. 
L’ensemble multifonction Galaxie à la Part-Dieu (1980-1985) inaugure une seconde « série blanche » qui tient son caractère des plaquettes émaillées en grès étiré grand feu produites par les usines Buchtal à Schwarzenfeld en Allemagne qui recouvrent les façades. 
Au cours des années 1960-1970, les commandes s’enchaînent à la faveur d’ambitieux projets urbains, comme l’illustrent les études réalisées pour les ZAC de Saint-Genis-Pouilly, l'hôtel des Postes de Grenoble et de la Croix-Blanche à Bourg-en-Bresse, ou encore celles développées pour le quartier des Picotières à L’Isle-d’Abeau,  dont certaines spéculations graphiques atteignent un rare degré d’abstraction[style trop lyrique ou dithyrambique]. 
Au cours des années 1980, l’agence participe à de nombreux concours, parmi lesquels la restructuration du stade de Gerland pour la coupe d’Europe de football de 1984, qui voit la réalisation d’une structure métallique d’une portée exceptionnelle (cent vingt-cinq mètres de long), l’aménagement du quartier du Parc à La Défense et celui du CNIT à Paris (non réalisés), la restauration du Grand Théâtre (appelé Opéra) de Lyon, remporté par Jean Nouvel, et l’aménagement de la place Antonin-Poncet, toujours à Lyon (non réalisé). L’étude la plus ambitieuse de ces années-là touche au confluent du Rhône et de la Saône, c’est-à-dire au quartier situé au-delà de Perrache. Au cours des années 1990, Gagès est associé à plusieurs projets de Granite architecture. L’agence est dissoute en 2004. 
Il a été élu le 3 novembre 1992 à l'Académie des sciences, belles-lettres et arts de Lyon.

## Le fonds René Gagès
Le fonds René Gagès désigne les cinquante mètres linéaires qui correspondent aux quatre entrées provenant de l’Atelier René Gagès, actif de 1947 à 1988. Il est pris en charge par les Archives départementales du Rhône sur trois dépôts successifs. Le premier ensemble – arrivé en décembre 1996 – est un dépôt réalisé à l’initiative de l’architecte lui-même et composé de cartons contenant des dossiers d’affaires sur la période 1955-1985 (quarante mètres linéaires environ), de pièces relatives aux projets et réalisations, mais aussi des contentieux, principalement dans le département du Rhône, mais aussi dans les départements limitrophes (Ain, Isère, Haute-Savoie) et à l’étranger (Allemagne, Tunisie). Ces dossiers ont été cotés 125 J 1-384. En complément de ces dossiers, des rouleaux de plans calques ont été déposés au même moment. Il s’agit de réalisations achevés sur la période 1955-1989 et situées dans le Rhône, dans l’Ain, l’Isère, la Loire, en Saône-et-Loire, en Savoie, Haute-Savoie ou encore dans le Vaucluse. Il y a au total 279 articles cotés 150 J 1-277. 
En mars 1999, René Gagès et sa fille Véronique, font un nouveau dépôt. Il est consultable sur autorisation du déposant, ou de ses descendants, jusqu’en 2026. Ce deuxième dépôt est constitué de quarante-huit rouleaux de plans techniques relatifs à des réalisations variées, essentiellement sur Lyon et son agglomération dans les années 1976-1990 : centraux téléphoniques, ensemble de logements des Hauts de Saint-Just sur la colline de Fourvière, ensembles H.L.M. divers, bâtiments de l’Institut Mérieux, collège Jean Monnet, immeuble de bureaux le Sextant, aménagements au stade de Gerland, bureaux à Tassin-la-Demi-Lune sans oublier la caisse d’Épargne d’Évry et celle de Corbeil-Essonnes en région parisienne ou encore le central téléphonique d’appels (CTA) de Bourg-en-Bresse. Ces plans reçoivent les cotes 141 J 1-44.
La dernière entrée est déposée en mai 1999, en don et librement communicable depuis 2005. Ce dépôt est constitué de onze rouleaux de plans calques (cotes 142 J 87-97) et quatre-vingt-huit cartons d’archives (cotes 142 J 1-86) relatifs à l’aménagement du centre d’échanges de Perrache. Ce bâtiment multifonctionnel, réalisation majeure de l’architecte dans sa ville natale dans les années 1970, est accolé à la gare de Lyon-Perrache ; son esthétique, discutée, va être légèrement modifiée dans les prochaines années compte tenu de l’évolution urbanistique du quartier, accentuant l’intérêt de ce fonds d’archives. Des documents complémentaires sont conservés à la Société Académique d’architecture de Lyon (sous série 17 B) ainsi qu’à la Bibliothèque publique d’information, notamment des croquis et textes relatifs à la contribution théorique de l’architecte : « une réflexion dialectique sur l’urbanisme ». 
La variété typologique des documents qui composent le fond René Gagès est hétéroclite : en rouleaux, les plans calques ; dans les dossiers, des tirages de plans techniques relatifs à tous les aspects du projet : plan masse, coupes, façades, sous-sol ; mais aussi les pièces des dossiers de consultation des entreprises et des dossiers des ouvrages exécutés. À ce jour, aucun tri n’a été véritablement effectué, notamment en raison de l’absence d’un travail d’inventaire et de classement abouti. Les seuls outils à la disposition des chercheurs sont, pour l’instant, des listes par cotes, établies par l’architecte lui-même ou sa fille, au moment du transfert. Leur mise en ligne devrait avoir lieu dans le courant de l’année 2017.

## Ouvrage
- Les chemins de la modernité, Éditions Mardaga, 1988.